# Carl C. Anderson
Carl Carey Anderson (2 de diciembre de 1877 – 1 de octubre de 1912) fue un Representante de EE. UU. de Ohio.
Nacido en Bluffton, Ohio, Anderson se mudó al Condado de Sandusky  en 1881 con sus padres, que se asentaron en Fremont. Asistió a las escuelas comunes, y trabajó como vendedor. Se mudó a Fostoria, en el Condado de Seneca, y se dedicó a la fabricación de ropa interior.
Anderson fue elegido alcalde de Fostoria, en 1905 y nuevamente en 1907. Se desempeñó como presidente de la junta directiva del hospital de la ciudad y director de varias empresas manufactureras.
Anderson fue elegido como Demócrata en los LXI y LXII Congresos y sirvió desde el 4 de marzo de 1909, hasta su muerte en un accidente de automóvil cerca de Fostoria, el 1 de octubre de 1912. Fue enterrado en el Cementerio Oakwood (Fremont, Ohio).